# Corbreuse
Corbreuse là một xã ở tỉnh Essonne thuộc vùng Île-de-France miền bắc nước Pháp.
Theo điều tra dân số năm 1999, dân số xã này là 1.486.
Danh xưng cư dân địa phương Corbreuse trong tiếng Pháp là Corbreusois.